# Mäklarhuset
Mäklarhuset är en svensk mäklarkedja med över 110 kontor dels i Sverige, dels i Spanien. Mäklarhuset har ett centralt samarbete med  Nordea, men är helt fristående då moderbolaget ägs gemensamt av alla kontor. Huvudkontoret är beläget i Göteborg.

## Historia
Mäklarhuset grundades 1973 i Göteborg och fokus från starten låg på att förmedla bostäder i Göteborg med omnejd. 1998 utvecklades Mäklarhuset till en rikstäckande kedja av fristående lokala mäklarkontor, med tanken att ett antal fristående mäklare skulle sluta upp kring en gemensam webbplats. 2005 hade över 100 kontor anslutit sig till kedjan. 2007 köptes kedjan av samtliga verksamhetsutövare från Ulf Ousbäcks son Jonas Ousbäck, tillsammans med ett fåtal andra ägare/verksamhetsutövare som hade varit med från start. 2010 skrevs nya avtal som reglerar samarbetet i mycket större omfattning än enbart den gemensamma webbplatsen.